# SPRINT
SPRINT, språk och innehållsintegrerad inlärning och undervisning, är en term som används inom vissa gymnasieskolor och innebär att undervisningen sker på två språk; ofta engelska och svenska. Det hela, som mer är en utbildningsprofil än en inriktning, kallades tidigare Bi-lingual learning. SPRINT skall alltså inte förväxlas med gymnasieprogrammet International Baccalaureate. 
Rent konkret innebär detta arbetssätt att eleverna går ett nationellt gymnasieprogram i en speciell SPRINT-klass, där studiematerial och lärare undervisar på ett främmande språk för att internationalisera och integrera språket i lärandet av andra ämnen. Betygskriterier och läroplan följer naturligtvis de nationella kriterierna från Skolverket. I Sverige finns bara ett fåtal skolor med detta arbetssätt, exempelvis Rudbecksskolan i Örebro som haft SPRINT som alternativ sedan 1993.
År 2002 genomfördes en kvalitetssäkringsanalys av LangCom på Rudbecksskolan, där personal och elever intervjuades av experter på SPRINT-undervisning inom EU. Denna undersökning gav ett mycket positivt resultat och andra rapporter från exempelvis Skolverket har också påvisat en hög undervisningsstandard, i enlighet med rådande läroplan och övriga bestämmelser.
En del kritiker menar dock att undervisningsformen inverkar menligt såväl på elevernas svenska som på deras ämneskunskaper. De påvisade goda studieresultaten skulle, föreslås det, kunna vara resultatet av en social snedrekrytering, eftersom barn från studievana hemmiljöer är överrepresenterade.